# 北朝鮮の人体実験
北朝鮮の人体実験（きたちょうせんのじんたいじっけん）は、一部の北朝鮮の脱北者と元捕虜によって提起された問題である。彼らは、ガス室での囚人の窒息、致命的な化学兵器のテスト、麻酔なしの手術について証言している。

## 情報源
人体実験は、元囚人李順玉（イ・スンオク）、元強制収容所警備兵のクォン・ヒョク、安明哲などといった北朝鮮からの亡命者（脱北者）たちによって紹介された。この証言は、北朝鮮の会寧強制収容所から持ち込まれた文書によって裏付けられた。李順玉の米国上院への証言と刑務所での回想録 『尾のない動物の目』（1999年発行）で、彼女は致命的な人体実験の2つの事例を目撃したことを詳述した。BBCテレビ番組 "This World" のエピソードは、彼女の主張のいくつかを詳細に報道した。この主張は、NBCニュースが報じた米国高官の「至極もっともな主張」という匿名でのコメントを引用して紹介された。

## 致命的な毒物実験
李順玉は、50人の健康な女性の囚人が選ばれ、毒キャベツの葉を与えられた実験について説明した。すでに食べた人から苦痛の叫び声があがっているにもかかわらず、すべての女性はキャベツを食べるよう強要された。50人全員が、20分間の嘔吐血と肛門出血の後に死亡した。キャベツを食べることを拒否することは、彼女たちとその家族に対する報復を意味したといわれている。
会寧強制収容所の元警備責任者であるクォン・ヒョクは、3人か4人（通常は家族）を実験対象とする窒息ガス実験のためにガラス張りのガス室を備えた実験室について説明した。人びとが診断を受けた後、チャンバーが密閉され、毒物がチューブを通して注入されるが、科学者はガラスを通して上から観察している。7人家族の以前の記録を連想させる報告の中で、クォンは両親と息子と娘から成る一家族が窒息ガスで死ぬのを見ていたが、親たちは力がのこっている限り子どもたちに人工呼吸を施して救おうとしていたと指摘した。北朝鮮から亡命する前にこれらの実験を主導した化学者のキム博士は、これらの報告を確認し、実験の目的は、犠牲者の精神状態に対する毒ガスの影響を観察し、一定地域にいるすべての人を殺すために必要なガスの量を決定することを含んでいると述べた。
クォンの証言は、実験のために指定された囚人の移送を説明する会寧強制収容所からの文書によって支持された。これらの文書は、ロンドンを拠点とする韓国の専門家で人権活動家であるキム・サンフンによって、本物であると確認された。毒物学者のアラステア・ヘイは、キムの証言は、それが詳細かつ科学的に正確であり、真実である可能性が高いと述べた。北朝鮮当局が主催する平壌での記者会見は、この主張を非難し、裏付け文書とされるものは偽造されていると主張した。韓国統一部の申彦詳（シン・ウォンサン）政策担当大臣補佐官は、「脱北者の主張はほとんどの場合誇張されている」ため、「証拠の真偽は評価が難しい」と述べた。クォンとキムは、韓国国家情報院が南北関係を損なわないよう、北朝鮮の人体実験について語らないでほしいと述べたと主張し、彼らがそれを拒否すると嫌がらせのために旅券発行を行わなかった。

## その他の実験
元刑務所の警備員である安明哲は、囚人を診療する若い医師が「医療行為の練習」に囚人の手術を麻酔を行わずにしていたと報告している。彼はまた、囚人を餓死させることによる肉体的抵抗を研究するための意図的な努力についても述べた。彼によると、「これらの死刑執行とこれらの実験を行う人々は、彼らがそれを行う前に皆飲みます。しかし、彼らは今や真の専門家です。時々彼らは囚人の後頭部をハンマーで殴りました。その後、貧しい囚人は記憶を失い、彼らを標的訓練の亡霊（生ける屍）として使用します。三号庁舎が被験者を使い果たすと、「カラス」と呼ばれる黒いバンが現れ、さらに数人の囚人を拾い、残りの人にパニックの種をまきます。カラスは 月に1回程度で、40人または50人の人々を秘密の場所に連れて行きます。」